# Lepthyphantes luteipes
Lepthyphantes luteipes este o specie de păianjeni din genul Lepthyphantes, familia Linyphiidae. A fost descrisă pentru prima dată de L. Koch, 1879. Conform Catalogue of Life specia Lepthyphantes luteipes nu are subspecii cunoscute.